# Paul Benioff
Paul Anthony Benioff (Pasadena, 1º maggio 1930 – Downers Grove, 29 marzo 2022) è stato un fisico statunitense che ha aiutato a esplorare il campo del computer quantistico.
Benioff è ben conosciuto per la sua ricerca pionieristica nel campo della teoria dell’informatica quantistica, negli anni ’70 e ’80, la quale ha dimostrato la possibilità teorica di un computer quantistico, descrivendo il primo modello di computer quantistico. Nel suo lavoro, Benioff dimostrò come un computer possa funzionare sfruttando le leggi della meccanica quantistica: definì l’equazione di Schrödinger per un particolare modello di Macchina di Turing. Il lavoro di Benioff sulla teoria dell’informazione quantistica è proseguito fino a tempi recenti, contribuendo alla teoria di computer quantistici, robot quantistici, e relazione tra i fondamenti di logica, matematica e fisica.